# Макошино
Мако́шино (укр. Макошине) — посёлок в Корюковском районе Черниговской области Украины.

## Географическое положение
Находится на берегу реки Десна. Расстояние до Чернигова по железной дороге — 198 км, до Киева — 241 км. Населённый пункт впервые упоминается в 1153 году, как город Хоробор.

## История
На месте современного посёлка существовал город Хоробор, который впервые упоминается в летописи под 1153 годом. В конце 14 столетия по соседству с Хоробор на берегу Десны образовалось село Макошино. В 16 веке два поселения слились в одно.
Со дня возникновения и до современности посёлок пережил все события, которые происходили на Украине. В октябре 1905 г. здесь происходили волнения крестьян, рабочих лесопильных заводов и железной дороги. Была сожжена помещичья усадьба. За участие в выступлениях 24 человека были арестованы. Советская власть установлена в декабре 1917 г. На фронтах Великой Отечественной войны защищали Родину 790 местных жителей, 360 из них награждены орденами и медалями СССР, 420 — погибли. В период временной оккупации в посёлке действовала подпольная группа. Немецкие войска расстреляли 62 мирных жителя. В посёлке сооружен обелиск в честь борцов, погибших за Советскую власть в годы гражданской войны. Установлены также 5 обелисков на братских могилах советских воинов, павших при обороне и освобождении посёлка от гитлеровских захватчиков, и обелиск в честь односельчан, отдавших жизнь за свободу и независимость Родины.
Посёлок городского типа с 1964 года.
В 1973 году здесь действовал завод сельскохозяйственного машиностроения и строился завод железобетонных изделий.

## Население
По состоянию на 1 января 2020 года численность населения составляла 2133 человек.
| 1979 | 1989 | 2001 | 2011 | 2012 | 2013 | 2016 | 2018 | 2019 | 2020 |
| ---- | ---- | ---- | ---- | ---- | ---- | ---- | ---- | ---- | ---- |
| 2999 | 3171 | 2696 | 2404 | 2377 | 2363 | 2304 | 2212 | 2174 | 2133 |

## Транспорт
Ж.д. станция на линии Гомель — Бахмач.